# Mihail Zselev
Mihail Zselev, bolgárul: Михаил Желев (Szliven, 1943. július 15. – 2021. január 5.) Európa-bajnok bolgár atléta, akadályfutó, olimpikon.

## Pályafutása
Az 1969-es athéni Európa-bajnokságon, majd az 1970-es torinói universiadén 3000 méteres akadályfutásban aranyérmet szerzett. Részt vett az 1968-as mexikóvárosi és az 1972-es müncheni olimpián. Mexikóvárosban a hatodik, Münchenben a 12. helyen végzett.

## Sikerei, díjai
- Európa-bajnokság – 3000 m akadályfutás
  - aranyérmes: 1969, Athén
- Universiade – 3000 m akadályfutás
  - aranyérmes: 1970, Torino